# Philates rafalskii
Philates rafalskii là một loài nhện trong họ Salticidae.
Loài này thuộc chi Philates. Philates rafalskii được Marek Żabka miêu tả năm 1999.